# A Seagull Of Dream
《A Seagull Of Dream》는 김현정의 정규 2집 음반이다.
<되돌아온 이별>, <실루엣>, <자유선언>이 트리플 히트를 기록하면서 
1999년 여자솔로가수 앨범판매량 1위를 차지했다.
2집에선 록댄스에서 발라드, 힙합, 모던록, 디스코, 퓨전블루스에서 
스캣(scat: 가사없이 흥얼거림으로 구성된 노래)까지 정말 다양한 장르가 등장한다. 
여기에 최규성, 주영훈, 윤일상, 김형석, 천성일, 박강영 등 작곡가들과 정시로, 유리상자, 바비킴, 우순실 등과 
백보컬 진용이 참여하였다. 
타이틀곡은 헤비메탈풍의 기타 리프가 인상적인 <되돌아온 이별>로 <그녀와의 이별>의 최규성이 만든 파워 넘치는 
록댄스곡으로 <그녀와의 이별>보다 훨씬 높은 음역에서 김현정의 파워 넘치는 목소리를 느낄수 있다. 
김현정의 자작곡인 <Before and After>에서는 김현정의 랩실력도 들을 수 있다.

## 수록곡
| 1.  | 되돌아온 이별      | 3:29 |
| 2.  | 자유선언           | 3:27 |
| 3.  | 훈련소 앞에서      | 3:58 |
| 4.  | 실루엣             | 3:39 |
| 5.  | 벽                 | 3:23 |
| 6.  | 몽중인             | 4:30 |
| 7.  | 7일간의 이별       | 4:07 |
| 8.  | 한번 웃어봐        | 4:12 |
| 9.  | 러브게임           | 3:26 |
| 10. | 늦은거야           | 3:44 |
| 11. | Before and After   | 3:19 |
| 12. | A SeaGull of Dream | 3:36 |

## 특이사항
- 발매 7일만에 24만 3천여장이 팔려나가 한국 음반 산업 협회 2월 음반판매량 1위를 기록
- 총판매량은 561,614장으로써 1999년 전체 여자솔로가수 음반판매량 1위를 기록